# Ninotsminda
Ninotsminda (georgiska: ნინოწმინდა, armeniska: Նինոցմինդա, turkiska: Altunkale) är en stad i regionen Samtsche-Dzjavachetien i södra Georgien. Staden hade 5 144 invånare enligt folkräkningen år 2014. Staden ligger nära den armeniska gränsen.
Före självständigheten år 1991 kallades staden Bogdanovka (ryska: Богдановка), ett namn som härstammar från Dukoborzer-bosättningarna i regionen på 1840-talet.